# Hương Hoàng Thi
Hương Hoàng Thi – południowowietnamska strzelczyni, olimpijka.
Brała udział w Letnich Igrzyskach Olimpijskich 1972 (Monachium); startowała tam w jednej konkurencji, w której zajęła 56. lokatę.
Jej mąż Vũ Văn Danh również był strzelcem, olimpijczykiem z 1968. 

## Wyniki olimpijskie
| Igrzyska | Konkurencja            | Wynik                           | Miejsce |
| -------- | ---------------------- | ------------------------------- | ------- |
| IO 1972  | Pistolet dowolny, 50 m | 487 punktów (80-77-80-85-84-81) | 56.     |